# Tetrahydrogestrinon
Tetrahydrogestrinon (THG) is een anabole steroïde dat speciaal ontworpen is zodat het niet waar te nemen is bij normale dopingtesten.
Het bestaan van de doping werd openbaar gemaakt toen het Amerikaanse Anti-Doping Agency (USADA) een tip kreeg van een anonieme atletiektrainer die beweerde dat verschillende topatleten THG gebruikten. Dezelfde trainer leverde de USADA vervolgens een injectiespuit met THG, die de USADA gebruikte om een test voor de stof te ontwikkelen.
De USADA identificeerde het Amerikaanse voedingssupplementenbedrijf BALCO (Bay Area Laboratory Cooperative) als de bron van THG.